# Шопша (село)
Шопша — село в Гаврилов-Ямском районе Ярославской области России, административный центр Шопшинского сельского поселения.

## География
Село находится на берегу реки Шопша в 17 км на северо-запад от райцентра города Гаврилов-Ям.

## История
Село основано, предположительно, в 1472 году и изначально называлось "Шепецкий Ям". 
В 1612-м году в селе останавливалось на ночной отдых ополчение Минина и Пожарского.
В 1877-м году открыто Земское училище для народного образования.
Каменная церковь во имя Смоленской Пресвятой Богородицы и Николая чудотворца построена в 1803 году, при ней была деревянная часовня. В селе училище, постоялые дворы и трактиры, усадьба наследников Костылева.
В конце XIX — начале XX века село являлось центром Шопшинской волости Ярославского уезда Ярославской губернии.
С 1929 года село являлось центром Шопшинского сельсовета Гаврилов-Ямского района, с 2005 года — центр Шопшинского сельского поселения.

## Население
| 1859 | 2007  | 2010 |
| ---- | ----- | ---- |
| 302  | ↗1035 | ↘998 |

## Инфраструктура
В селе имеются Шопшинская средняя школа (новое здание построено в 1978 году), детский сад, культурно-досуговый центр, врачебная амбулатория, отделение почтовой связи.

## Достопримечательности
В селе расположена действующая Церковь Смоленской иконы Божией Матери (1808).